# Kummergebirge
Das Kummergebirge (tschechisch Hradčanské stěny, Polomené hory) ist eine Mittelgebirgslandschaft im Norden Tschechiens. Das Kummergebirge befindet sich zwischen den Flussläufen der Ploučnice (Polzen) und des Robečský potok (Robitzer Bach) sowie dem Máchovo jezero (Macha-See, früher auch Großteich) in Nordböhmen. Große Teile des Gebirges stehen als Nationales Naturreservat Břehyně-Pecopala unter Naturschutz, seit 2014 liegt es zur Gänze im Landschaftsschutzgebiet (ChKO) Kokořínsko-Máchův kraj.

## Entstehung
Analog zum Elbsandsteingebirge und zahlreichen anderen Sandsteingebieten Böhmens lagerte auch hier das Kreidemeer Sand ab, welcher sich im Verlauf von Jahrmillionen zu Sandstein verfestigte. Im Tertiär wurde das Sandsteinplateau angehoben und einzelne kegelförmige Erhebungen wurden ausgeprägt. Weitverbreitet sind hier im Sandstein Eiseninkrustationen.

## Geschichte
Das Kummergebirge galt im Mittelalter als ungeeignet zur Besiedlung und wurde zur Siedlungsscheide zwischen deutschsprachigen und tschechischsprachigen Bewohnern Böhmens.

## Landschaft
Das Kummergebirge ist eine Landschaft der Gegensätze. Am Fuße des Gebirges breiten sich trockene Kiefernforste aus, während im Inneren des Gebirges feuchte, kühle Gründe (hier Gräben genannt) mit naturbelassenen Buchenwäldern zu finden sind. Landschaftlich einmalig zeigt sich der Flusslauf der Ploučnice (Polzen), die im Norden in weiten Mäandern vorbeifließt. Durch das Kummergebirge fließen der Břehyňský potok (Mühlbach), der Ploužnický potok, der Hradčanský potok und der Robečský potok (Robitzer Bach). Die höchsten Erhebungen sind der Petzberg (Pec) und der Große Buchberg (Velká Buková).

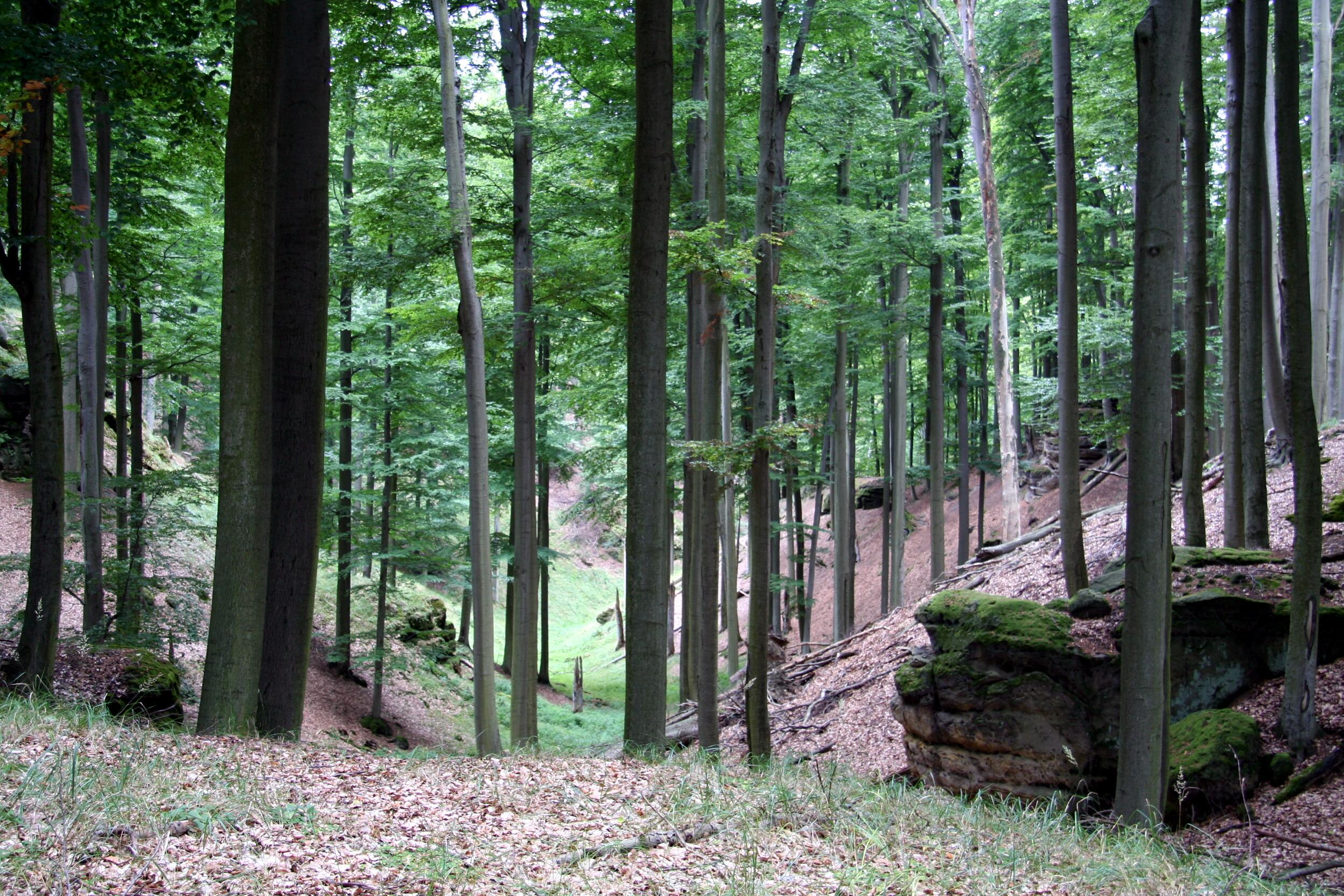
Kummergebirge, typische Landschaft (Buchenwald)
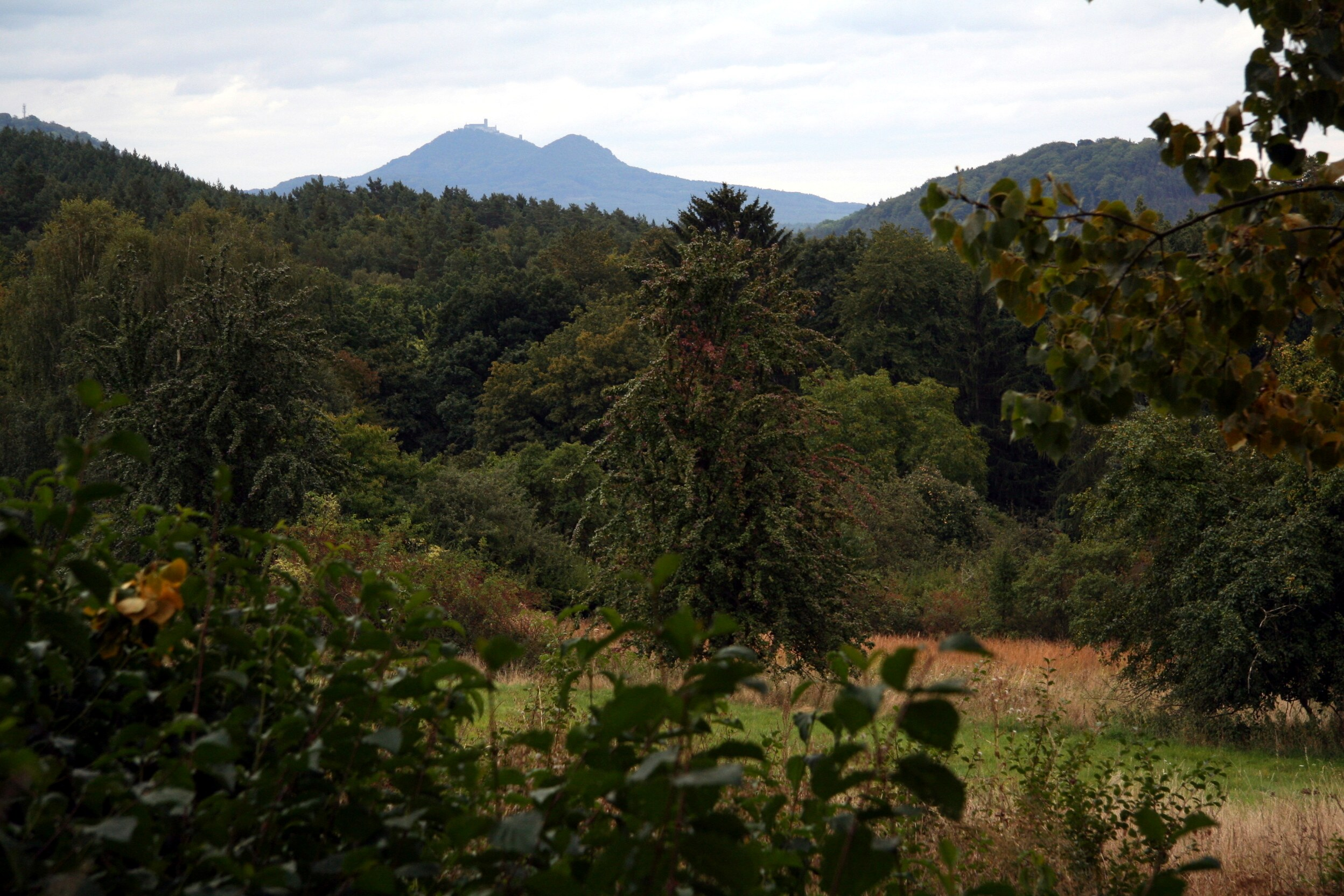
Kummergebirge, Blick zu den Bösigen
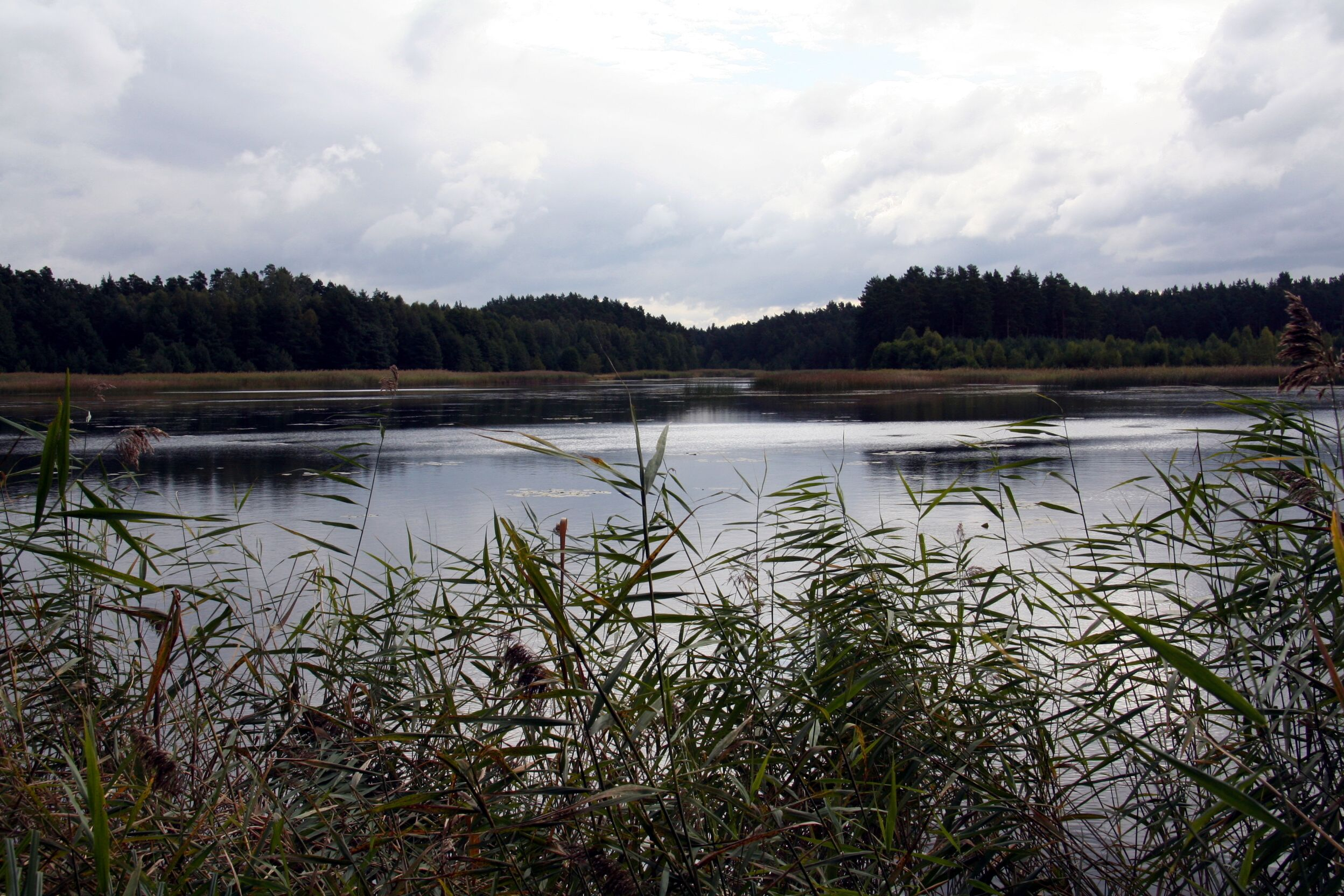
Kummergebirge, Landschaftsschutzgebiet Hradčanský rybník (Kummerteich)
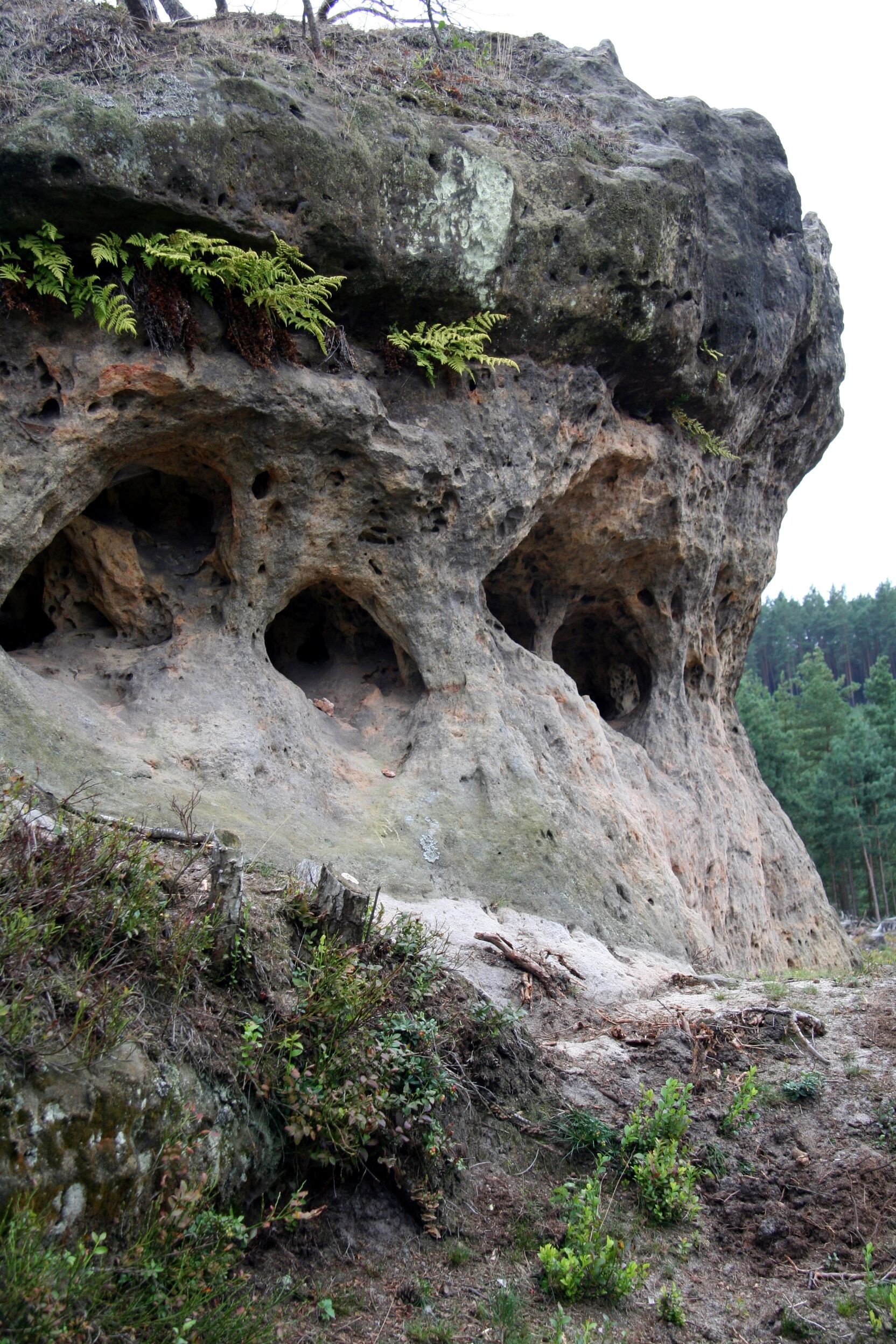
Kummergebirge, erodierter Sandstein
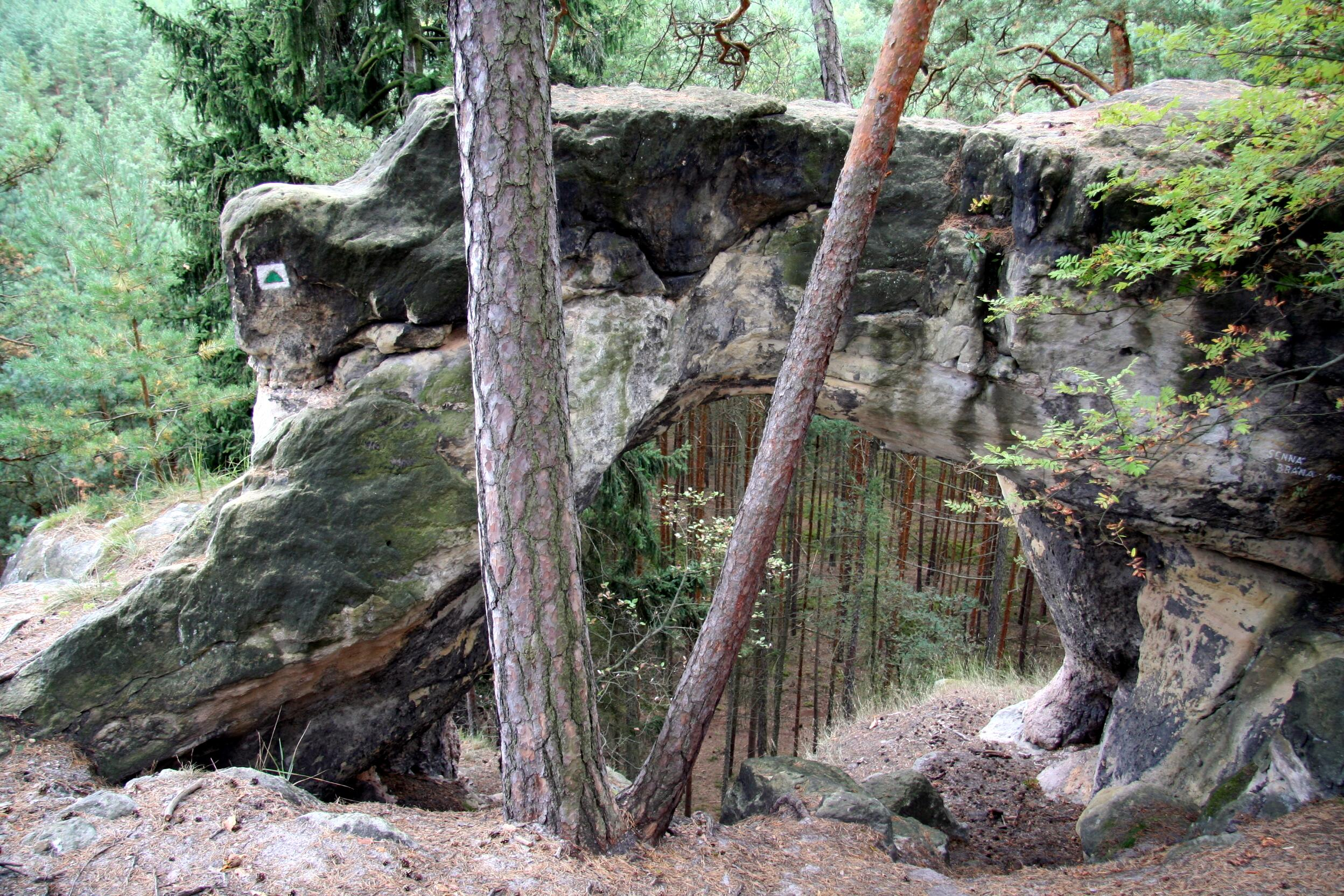
Kummergebirge, Skalni Brana, Felsentor
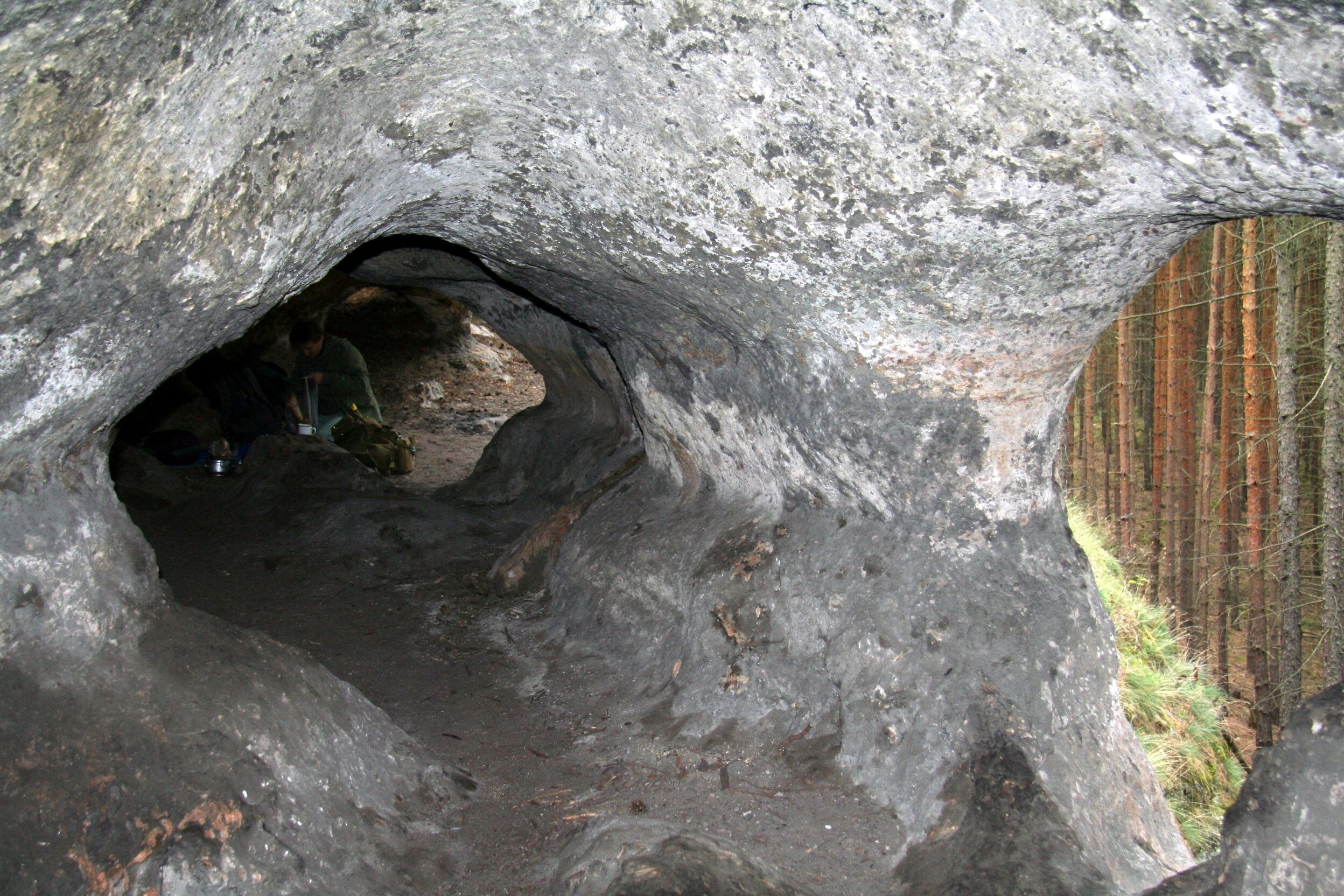
Kummergebirge, Psi Kostel (Hundskirche)
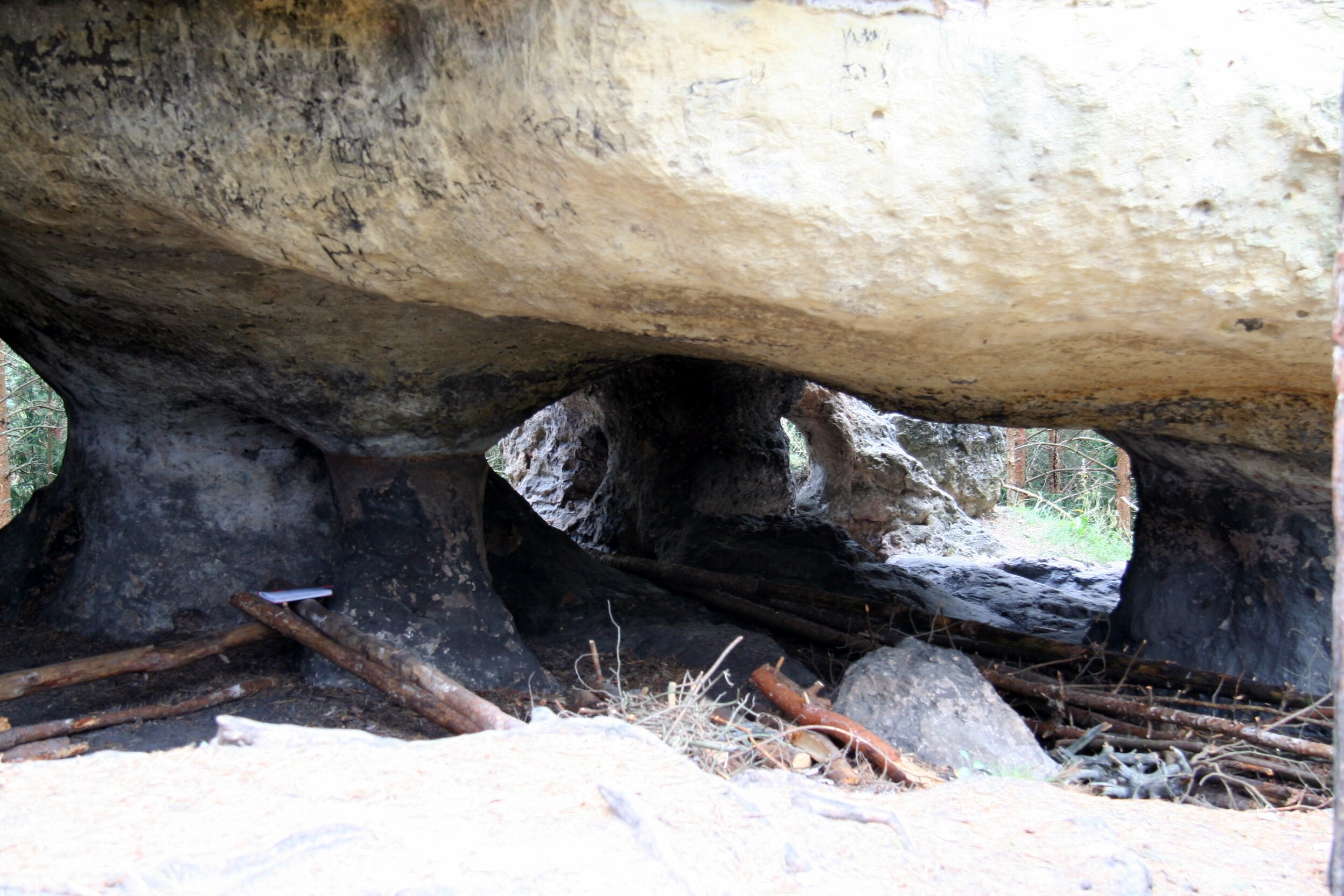
Kummergebirge, Psi Kostel (Hundskirche)

## Militärische Nutzung
Nach der Vertreibung der angestammten deutschen Bevölkerung 1945 wurde im Gebiet zwischen Ještěd (Jeschken) und Máchovo jezero ab 1946 der Truppenübungsplatz Ralsko geschaffen. Mehr als 30 Dörfer wurden dem Erdboden gleichgemacht. Auch die mittlerweile dort wohnenden Tschechen mussten ihre neue Heimat wieder verlassen. Südlich von Mimoň entstand ein großer Militärflugplatz. Nach der Okkupation des Landes durch Sowjetische Truppen im Jahre 1968 übernahmen diese das Areal. Nach dem Abzug der Sowjetarmee wurde der Truppenübungsplatz am 31. Dezember 1992 aufgehoben.

## Sehenswürdigkeiten
- Máchovo jezero
- Hundskirche (Psí kostel) Naturdenkmal, Sandsteinfelsgebilde

## Orte
- Doksy (Hirschberg am See)
- Staré Splavy (Thammühl)
- Hradčany (Kummer),
- Břehyně (Heidemühl)